# Geschichte der Dillinger Hütte
Die Geschichte der Dillinger Hütte reicht zurück bis in das Jahr 1685 und in ihrer Vorgeschichte noch weiter zurück und ist geprägt von der Nähe zu Frankreich. Wechselte die Zugehörigkeit des Werks von einem Land zum anderen, blieb das nicht ohne Folgen für Absatzmärkte. Neben diesen indirekten Kriegsauswirkungen beeinträchtigten häufig direkte Kriegseinwirkungen das Werk. Durch Anpassungen der Produkte an den Bedarf und die ständige Modernisierung der Produktionsanlagen konnte das Unternehmen alle Krisen überwinden und besteht bis heute.

## Gründungsphase
1583 schickte der Herzog von Lothringen Erzgräber nach Dillingen, um Erz nach Moyeuvre zu bringen, wo es probeweise verhüttet wurde. Das gute Ergebnis der Probe veranlasste den Herzog, die Erzgrube beim Seigneur von Dillingen auf 12 Jahre für einen jährlichen Zins von 100 Franken zu pachten und einen Hammer in Dillingen oder der näheren Umgebung zu bauen.

## 17. Jahrhundert
Den Umständen des Dreißigjährigen Krieges ist der Hammer vermutlich, wie viele andere Unternehmen an der Saar, zum Opfer gefallen. Dillingen wurde von den Truppen von Gallas überfallen, das Schloss geplündert und geschleift; die Region hatte von 1630 bis 1635 unter Hungersnöten und Pest zu leiden. Zu einem neuen Aufschwung kam es, als im Frieden von Nimwegen 1679 Lothringen an Frankreich fiel. Ab 1680 ließ der französische König Ludwig XIV. die Festung Saarlouis zum Schutz der französischen Ostgrenze errichten. Im Dezember 1685 erteilte der König dem Marquis Charles Henri Gaspard de Lenoncourt, der die Baronie Dillingen regierte, die Genehmigung, eine Eisenhütte mit Schmelzofen vor den Toren der Festung Saarlouis zu errichten. Als Gegenleistung verpflichtete dieser sich zu der jährlichen Zahlung von einem Écu d’or (Taler Gold). De Lenoncourt war Groß-Kammerherr und Gesandter im Dienst des Herzogs von Lothringen und kannte den Sonnenkönig persönlich.
Der vierjährige Aufbau verursachte hohe Kosten, da nicht auf heimische Arbeitskräfte aus der Herrschaft zurückgegriffen werden konnte, sondern Fachkräfte aus dem Lütticher Industriegebiet verpflichtet wurden. Die Lütticher brachten nicht nur ihr Wissen um die Verhüttung von Eisen mit, sondern in ihren Quersäcken auch die an der Saar bis dahin kaum bekannte Kartoffel. Nach Fertigstellung bestand das Werk aus einem 20 Fuß hohen Schmelzofen mit zwei Blasebälgen und einer Frischhütte. Dazu gehörte eine Gießerei für Sand- und Lehmguss und ein Luppenhammer zum Recken von Nagel- und Stabeisen. Schmelzofen und Hammer wurden mit Wasserkraft betrieben. Dazu führte man das Wasser der Prims in holzgefassten Kanälen zur Bevorratung in einen Weiher. Das Brauneisenerz wurde vermutlich nördlich von Dillingen gewonnen, die Holzkohle kam aus dem Hüttenwald, der noch heute Eigentum der Dillinger Hütte ist. Das dort geschlagene Holz wird bis heute zum Anfeuern der Hochöfen verwendet. Produkte waren anfangs Schmiedeeisen, Stangeneisen, Nägel und Gusswaren wie Takenplatten, Töpfe und Pfannen. Die Produktion wurde zunächst überwiegend ins nahe Saarlouis geliefert.
Da Lenoncourt sich nicht selbst um die Geschäfte kümmern konnte oder wollte, betraute er den Jesuitenpater Renard mit diesen Aufgaben. Renard konnte mit der Festungsintendatur in Saarlouis durch die Vereinbarung über die Lieferung der in der Garnison benötigten Öfen und Gusswaren den ersten großen Vertrag abschließen. Es wurde ein Preis von 45 Franken für 1000 Pfund Eisen ausgehandelt. Bald wurden die Geschäfte jedoch durch die Grenzlage beeinträchtigt. Anfänglich lag das Werk in Frankreich. Damit waren gute Absatzmöglichkeiten gegeben. Das änderte sich 1697 mit dem Frieden von Rijswijk, als Dillingen an das Herzogtum Lothringen zurückfiel. Das Werk lag dadurch an der Zollgrenze und musste seine Geschäfte neu ausrichten.

## 18. Jahrhundert
Einige Jahrzehnte nach der Gründung wurde das Werk durch Nebenwerke in der Produktion ergänzt oder in der Rohstoffversorgung unterstützt. So ließ der Sohn des Marquis de Lenoncourt in Bettingen, dem heutigen Schmelz, eine weitere Schmelze mit Pochwerk und Gießerei errichten. Mit dem in Steinbach, Gresaubach und Greinhof geförderten 20-prozentigen Erz ließ sich Eisen hoher Duktilität produzieren. Anlass für die Ergänzung war nicht nur eine Produktionsunterstützung, sondern auch eine zunehmende Erschöpfung der Ressourcen vor Ort. Der Wald ging zur Neige, das Erz kam mittlerweile von Erbringen, Merchingen und Hargarten. Wegen der im Tagebau möglichen Gewinnung der Lebacher Eier wurde bis Mitte des 18. Jahrhunderts das Roheisen großenteils aus Bettingen geliefert. In Dillingen erfolgten dann die weiteren Verarbeitungsschritte. Auch in Münchweiler, heute Ortsteil von Nunkirchen, wurde ein Zweigwerk errichtet.

Auszeichnungen
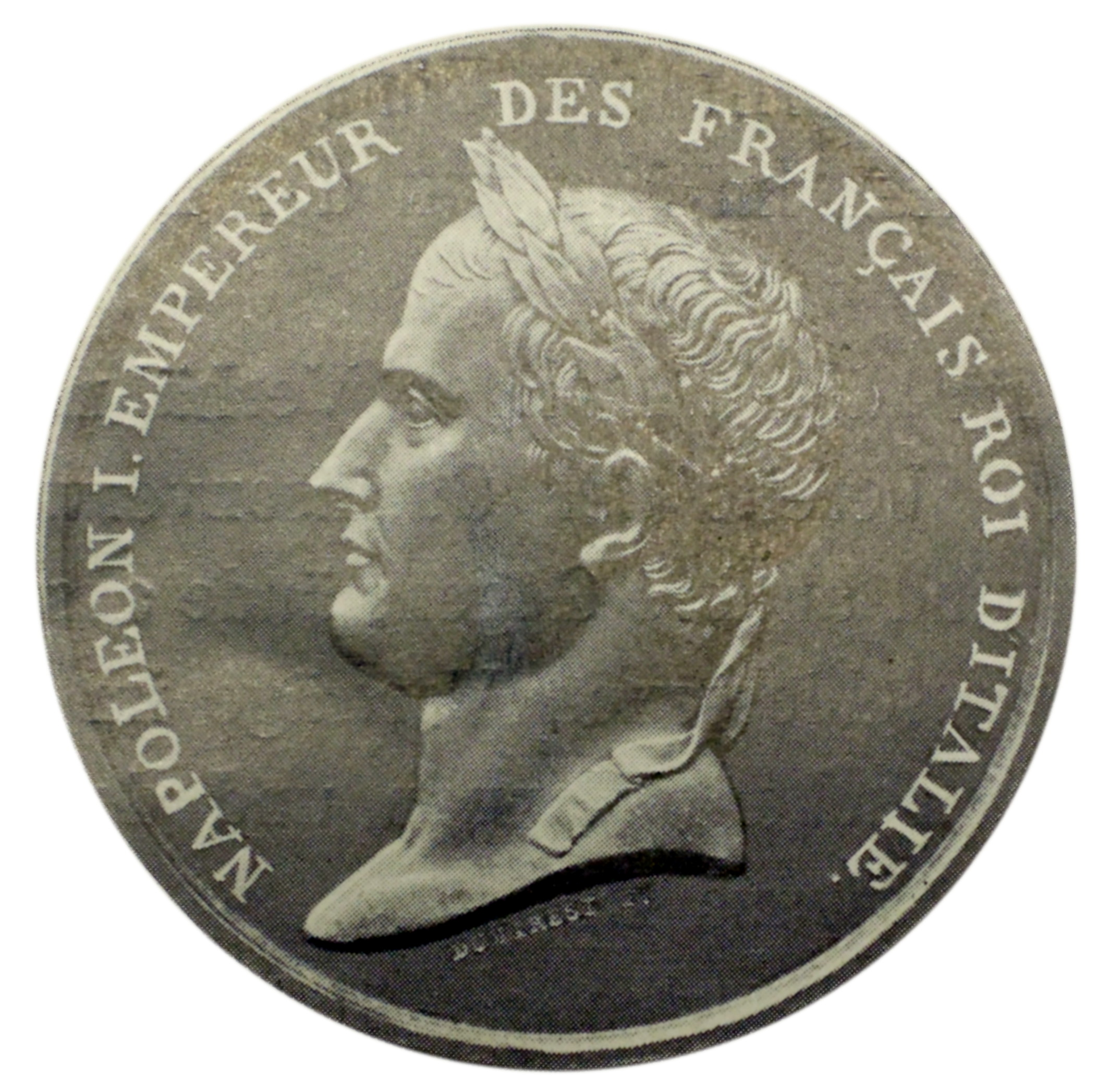
Silbermedaille von 1806 für die Oberflächenqualität der Weissbleche
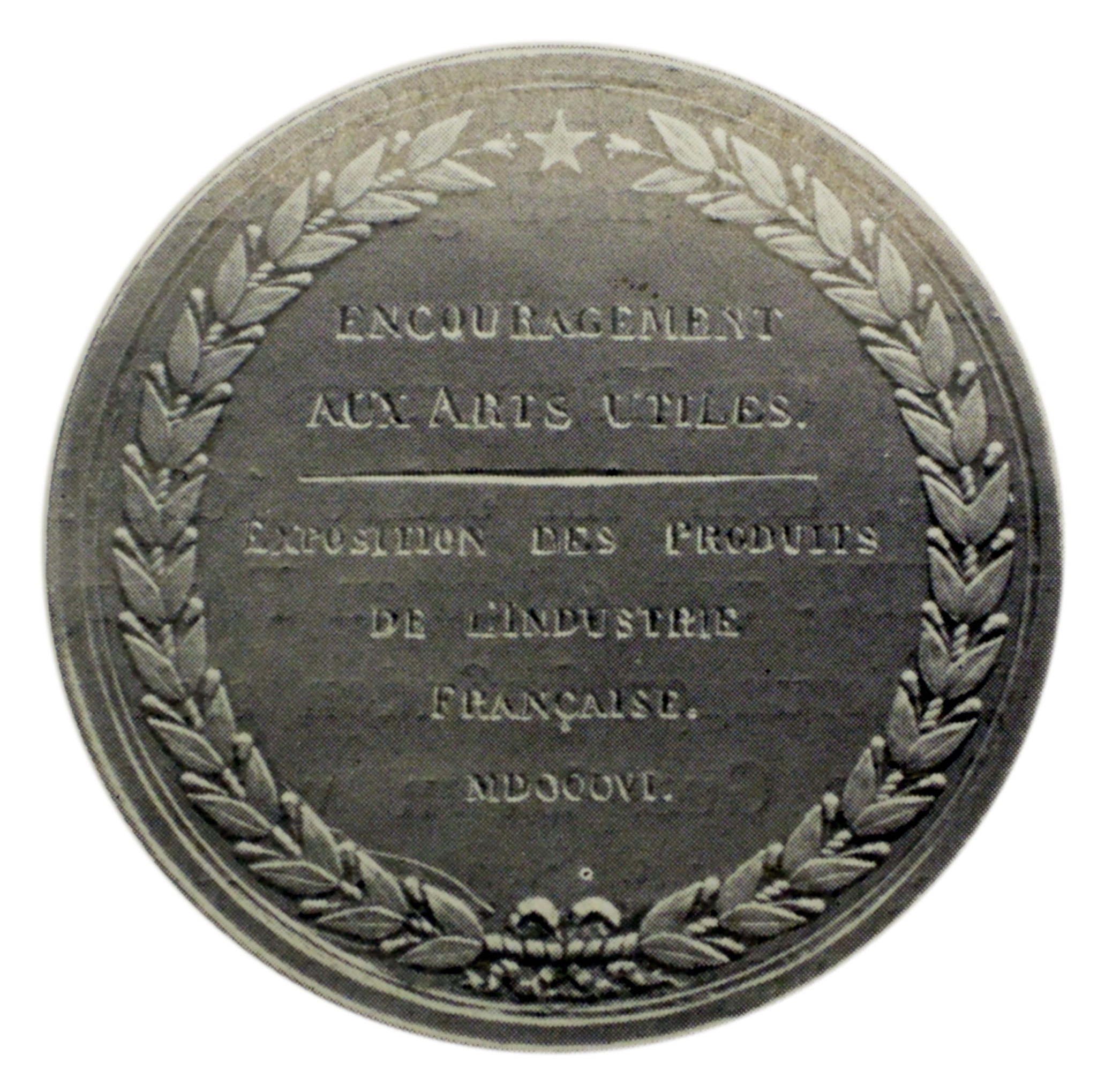
Rückseite
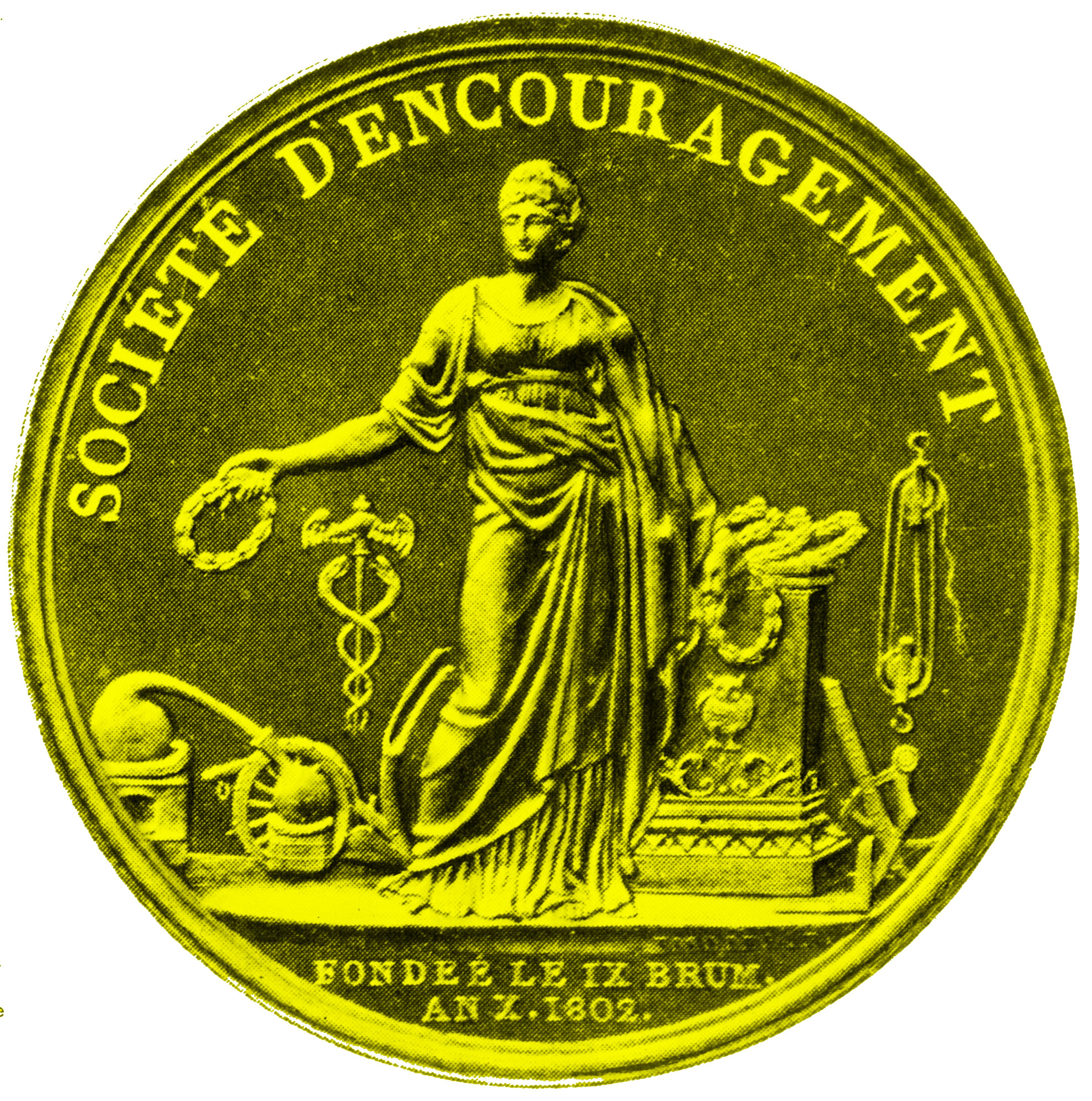
Goldmedaille der Ausstellung der „Société d'encouragement pour l'industrie nationale“ von 1809
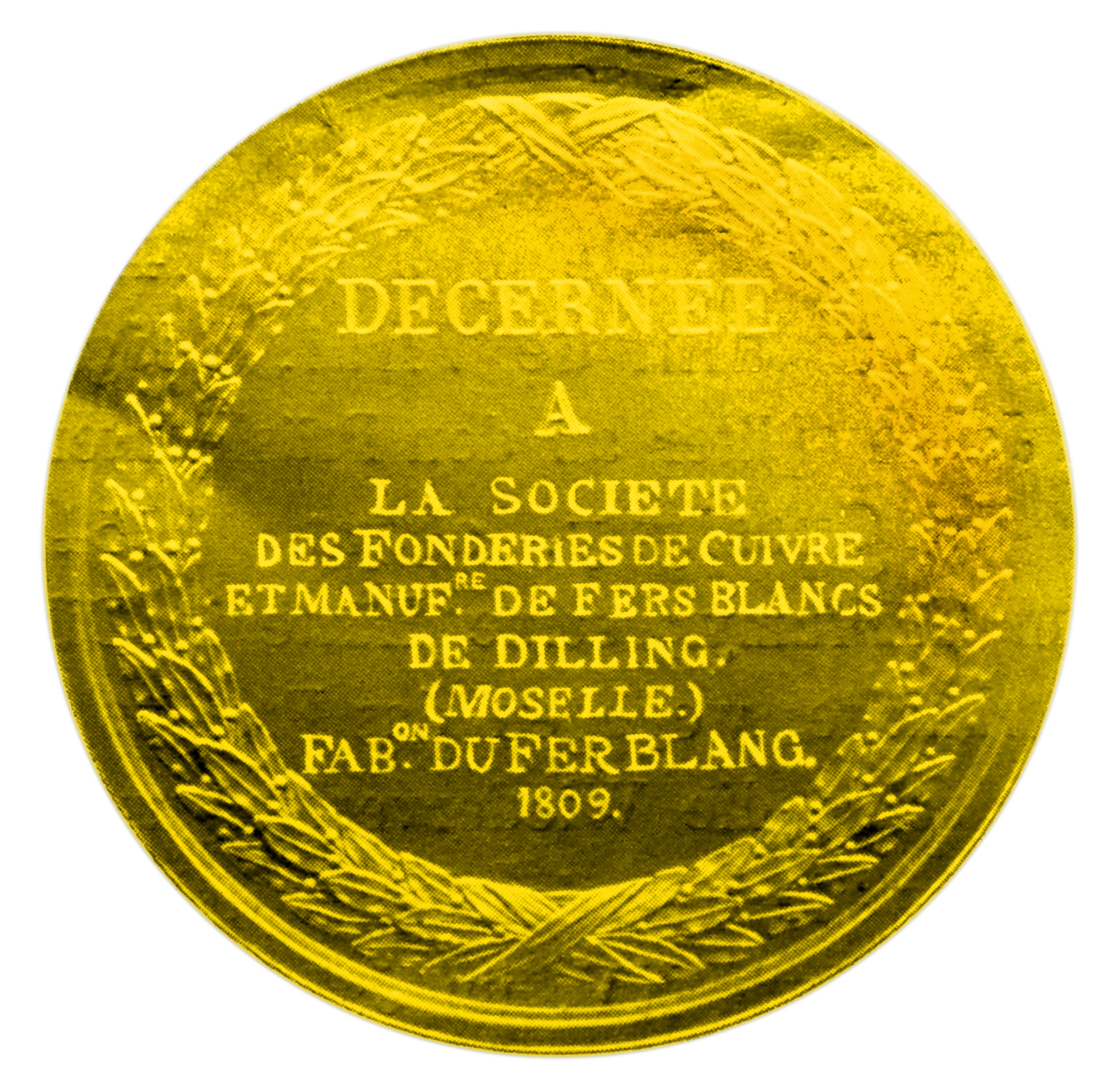
Rückseite

Allmählich konnten über die Saar Absatzkanäle in Richtung Mosel und Rhein entwickelt werden. Neue Produkte, wie Sicheln, Sensen, Schippen, Hobelmesser und andere Gerätschaften für den landwirtschaftlichen Bedarf ließen sich dann über die Häfen in Holland über den Atlantik nach Südfrankreich verschiffen. Dieser Transport übers Meer war für die Lieferungen nach Frankreich ein Umweg; zur Zeit des Amerikanischen Unabhängigkeitskrieges, in dem Frankreich von 1778 bis 1783 an der Seite der Aufständischen gegen England kämpfte, konnte der Vertriebskanal über See auch zur Lieferung der gesamten Produktion an die französische Marine genutzt werden.
Zu Beginn des 18. Jahrhunderts verpachtete Lenoncourt das Werk einschließlich der Erzgruben, des Waldes und des Bauernhofs. Nachdem die Familie de Lenoncourt das Werk ein halbes Jahrhundert in Besitz hatte, wurde es 1743 verkauft und wechselte mehrfach den Besitzer, bis es dann 1809 in eine Aktiengesellschaft umgewandelt wurde.
In der zweiten Hälfte des 18. Jahrhunderts gedieh das Unternehmen. Ein Jahr vor der Französischen Revolution wurden in Dillingen ein Gießereiofen und vier Frischöfen, dazu zwei große Hämmer gezählt, an deren Welle ein Reckhammer mitlief. Ein Blechhammer lief mit eigenem Rad. Zudem gab es ein Schneidwerk, ein Pochwerk, Magazine und Arbeiterwohnungen. Die Produktion bei Tag und Nacht erforderte ein Schichtsystem.

### Französische Revolution
Ein Jahr vor der Französischen Revolution beschäftigte das Werk einschließlich Holzfällern, Köhlern und Fuhrleuten etwa 400 Arbeiter. Die Werke Dillingen und Bettingen produzierten zusammen jährlich aus 52.000 Zentnern Erz etwa 500 t Roheisen. Bedingt durch die Französische Revolution wurden Produktion und Arbeiterzahl stark reduziert. Das änderte sich erst drei Jahre später mit der fast ausschließlichen Belieferung der französischen Volksarmeen. Statt Ofenplatten, Töpfen und Sensen wurden Kanonenkugeln und Haubitzen gegossen.
Dies änderte sich abrupt 1793, als die Österreicher primsabwärts in Dillingen einmarschierten. Am 3. Ventôse drangen die Österreicher in das Werk ein und zerstörten es, worauf das Werk vier Jahre stillstand. Mit der Bildung der vier rheinischen Departements 1797 wurde die Produktion wieder aufgenommen. Auch Waffen und Munition wurden wieder produziert.
Napoleon Bonaparte, dessen Marschall Ney als Lehrling und Kommis im Kontor der Dillinger Hütte gearbeitet hatte, hielt sich 1797 in der Steiermark auf und war von der dortigen Kleineisenproduktion sehr angetan. Das bewog ihn, von dort 38 Spezialisten nach Dillingen zu schicken, um die Produktion von Kleineisenzeug für die zivile Verwendung aufzubauen. Der Versuch misslang und man nahm die ursprüngliche Produktionsweise wieder auf.

## 19. Jahrhundert

Aktie

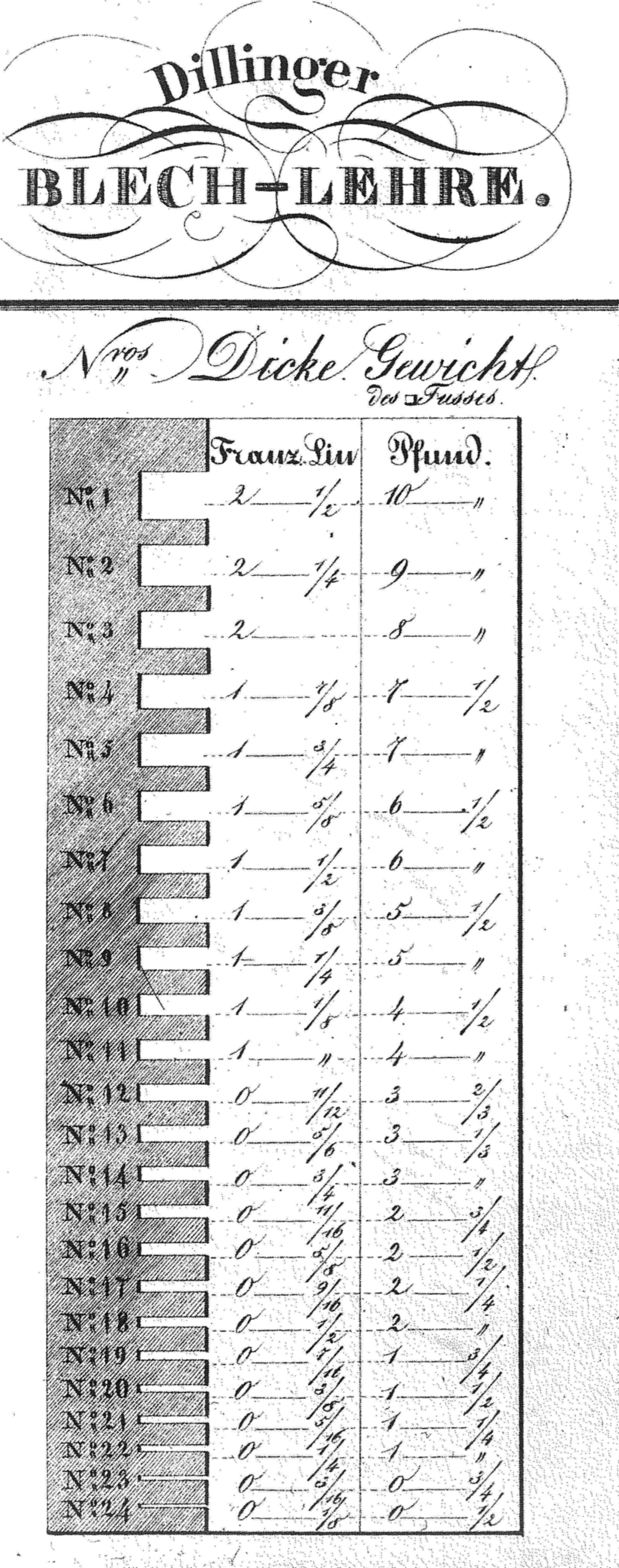
Dillinger Blechlehre

Mit dem Bau des ersten Blechwalzwerks auf dem europäischen Kontinent im Jahr 1802 bestimmte das Produkt Blech die weitere Entwicklung des Werkes. Die Hütte avancierte zu einem bedeutenden Schwarz- und Weißblechproduzenten.
Die Zeit zwischen den Kriegen Englands mit Frankreich wurde genutzt, um das Eisenhüttenwesen in England zu studieren. Mit dem erworbenen Wissen gelang es 1804, den länger gehegten Plan, Weiß- und Schwarzblech in gesteigerter Menge zu produzieren, umzusetzen. Die Bleche wurden nun nicht mehr mit den Hammer geschmiedet, sondern im neuen mit Wasserkraft betriebenen Walzgerüst ausgewalzt. Die erreichte Qualität wurde 1806 und 1809 auf Ausstellungen in Paris mit der silbernen und goldenen Medaille belohnt. Es wurden auch Kupferplatten produziert. Das dazu nötige Erz wurde in St. Barbara und der Düppenweiler gefördert. Die Platten wurden von der französischen Marine zur Verkleidung der hölzernen Schiffsböden verwendet.
1812 war das Werk mit 361 Arbeitern zum Großunternehmen avanciert. Doch schon 1813 begann der Niedergang durch Arbeitskräftemangel infolge der forcierten Rekrutierung durch Napoleon. Mit dem Einmarsch der preußischen Truppen unter General Yorck stoppte 1814 die Produktion. Am 20. November 1815 fiel Dillingen mit dem zweiten Pariser Frieden an Preußen, womit die erneute Suche nach neuen Märkten begann. Die an König Friedrich Wilhelm III von Preußen gerichteten Bittgesuche um Unterstützung für die Hütte blieben nicht ohne Wirkung. Der König antwortete:

„Den Besitzern der Kupfer- und Blechfabriken zu Dillingen mache ich vorläufig hierdurch bekannt, daß ich geneigt bin, alle zulässigen Mittel zur Erhaltung der gedachten Fabriken zu bewilligen, und zu dem Ende dem Staatskanzler Fürsten Hardenberg den Auftrag erteilt habe, bey seiner Anwesenheit in den Rhein-Provinzen von denselben nähere Kenntnis zu gewinnen, …“

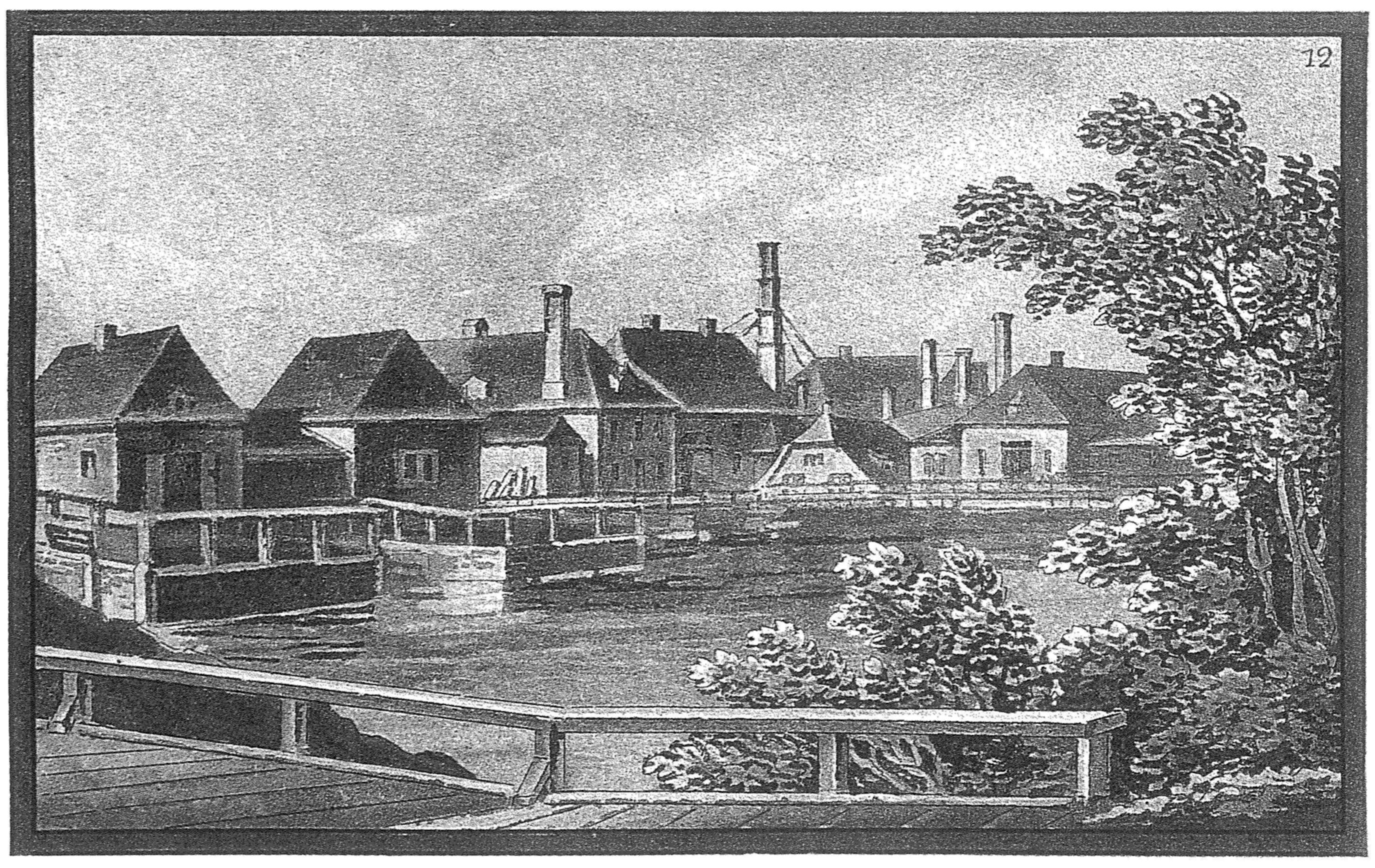
Im Jahr 1830
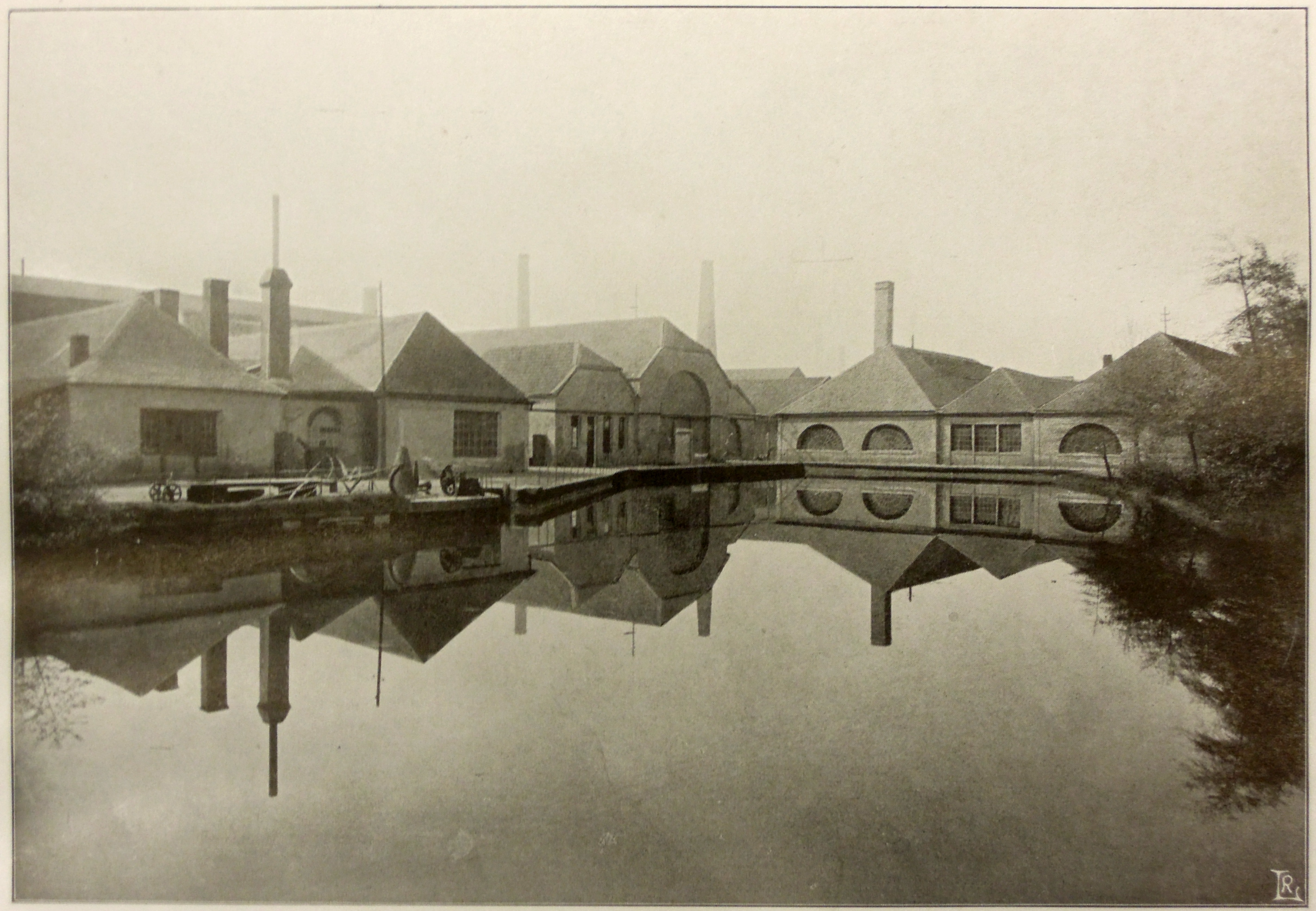
Hüttenweiher um 1900
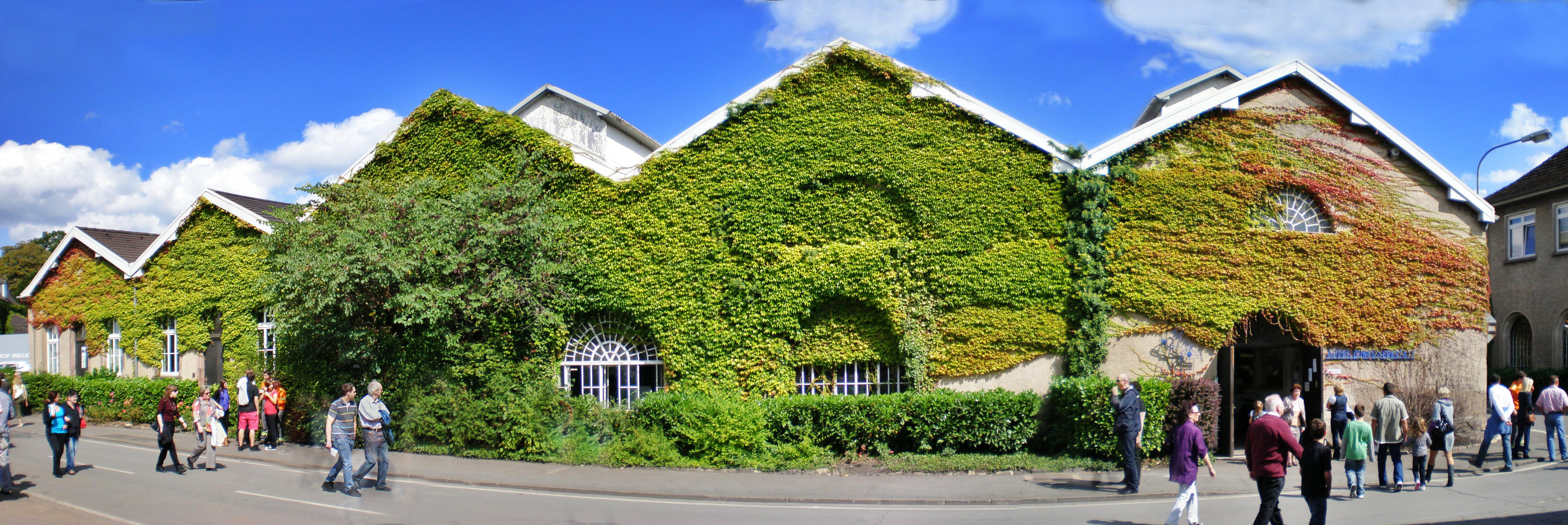
Heutiger Blick auf die links abgebildeten Gebäude von Westen

### Aktiengesellschaft
Mit Genehmigung Napoleon Bonapartes wurde die Dillinger Hütte 1809 die erste Aktiengesellschaft Deutschlands und eine der ersten Aktiengesellschaften Europas. 1815 musste die einträgliche Produktion von Waffen für die Napoleonische Armee auf Friedensproduktion umgestellt werden. Die Aktiengesellschaft wurde 1818 durch die Übernahme von 40 % des Aktienkapitals durch die Gebrüder Stumm unter dem Namen „Dillinger Hüttenwerke“ neu ausgerichtet. Zur Vermeidung einer Konkurrenzsituation konzentrierte man sich im Neunkircher Werk auf Langprodukte und im Dillinger Werk auf Bleche. Es wurden fast ausschließlich Schwarz-, Weiß-, Kupfer- und Wellblech, auch verbleit oder verzinkt, produziert. Die Dickenspanne reichte vom dünnen Knopfblech bis zum dicken Kesselblech. Die sogenannte Dillinger Blechlehre mit 24 Dicken war mittlerweile als maßgebende Norm europaweit anerkannt.
Zu den Roheisenlieferanten Bettingen und Münchweiler kamen 1828 das übernommene Hüttenwerk Geislautern und 1845 der Hochofen Hohenrhein an der Lahn, der 1856 übernommen wurde. Nach einigen erfolgversprechenden Versuchen wurde die bis dahin ausschließlich zur Verhüttung verwendete Holzkohle durch Koks ersetzt. 1828 nahm die Firma die Bezeichnung Anonyme Gesellschaft der Dillinger Hüttenwerke an.

### Dampfkraft

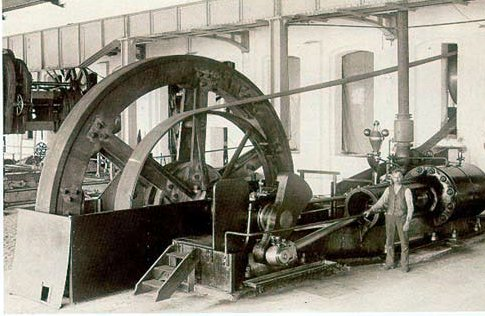
Dampfmaschine von Dobbs & Nelleson

1835 hielt die Dampfkraft in Dillingen Einzug. Eine in Aachen bei der Maschinenbaufabrik Dobbs & Nelleson gebaute Dampfmaschine wurde von 14 Pferden nach Köln gezogen und dann über den Rhein bis Mainz verschifft. Von dort wurde der Transport über Land fortgesetzt und von den Dillingern gebührend empfangen. Die Maschine leistete 40 PS und trieb ein Walzwerk an. Wie die Wasserkraft wurde auch die Pferdekraft durch die Dampfmaschine ersetzt.
In den 1850er Jahren konkurrierten zunehmend westfälische Werke mit Dillingen auf dem Blechmarkt. In dem vernichtenden Preiskampf, bei dem der Preis um zwei Drittel fiel, konnten etliche Konkurrenten nicht überleben. Von der 1858 errichteten Saarstrecke profitierte man nicht nur durch den schnellen Abtransport der Produkte, man stellte auch die Schienen dafür her. Durch die Nachfrage nach Eisenbahnschienen und Nutzung der Eisenbahn für den Absatz konnte das Werk sich weiterentwickeln. 1861 produzierten 597 Arbeiter 10.890 t Fertigprodukte und 2.040 t Roheisen. Inspiriert durch England stellte man die Stahlproduktion 1860 vom Puddelverfahren auf das Bessemer-Verfahren um. Damit war die Herstellung von Flussstahl möglich. Das Bessemer-Verfahren wurde 1894 von dem Thomas-Verfahren abgelöst. Durch die bessere Entfernung von Kohlenstoff, Phosphor und Schwefel konnte das lothringische Erz verarbeitet werden. Durch dieses Frischen ließ sich die Produktivität gegenüber dem früheren Puddelverfahren enorm steigern. Was früher zehn Tage händisches Rühren erforderte, benötigte nun lediglich einen Tag.

### Minette

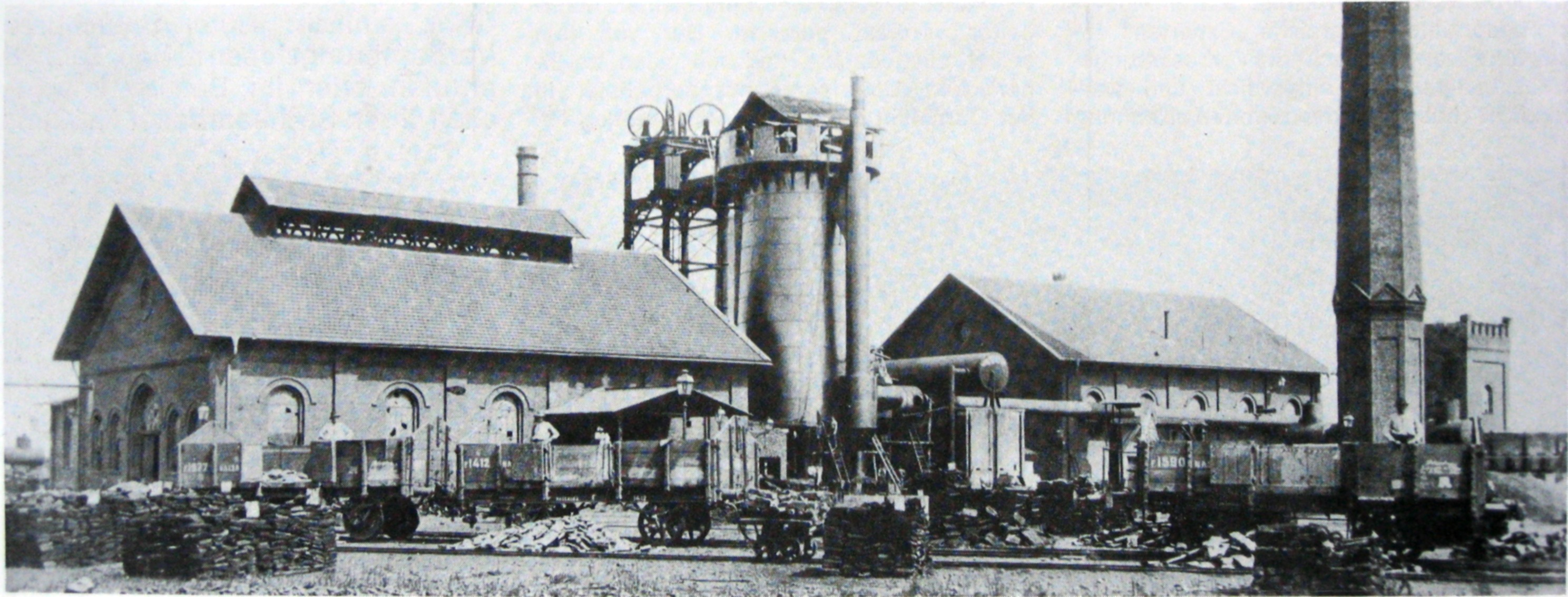
Nach 100-jähriger Pause wird wieder ein Hochofen angeblasen

Dem Ersatz der Pferde- durch Dampfkraft folgte als nächster technischer Umbruch der Ersatz des heimischen Erzes durch die billigere und leichter zu verarbeitende Minette. Sie wurde über den Saarkohlenkanal bis nach Saarbrücken transportiert, von dort per Eisenbahn nach Dillingen. Mit der Einführung der Minette konnte nach hundert Jahren 1869 wieder ein Hochofen in Betrieb gehen. Dadurch verloren die Nebenwerke in Münchweiler und Geislautern an Bedeutung und wurden verkauft. Die Belegschaft verdoppelte sich gegenüber 1861 auf etwa 1300 Mann. Die Produkte wurden in das Zollvereinsgebiet, in die Schweiz und nach Österreich abgesetzt.
Während des Deutsch-Französischen Kriegs wurden Husaren, Artilleristen und Infanteristen im Werk einquartiert. Die aufgekaufte Dillinger Papiermühle und das Schlafhaus dienten als Lazarett, die Stallungen als Pferdelazarett.
Nachdem die durch den Krieg gesteigerte Nachfrage mit Kriegsende ausblieb, stagnierte die Produktion. Zudem konkurrierte die lothringische Eisenproduktion, die nun innerhalb der deutschen Grenzen lag, mit Dillingen. Das änderte sich erst 1879 mit dem Wandel der Freihandelspolitik zur Schutzpolitik.
Da es kostengünstiger war, die Kohle zur mittlerweile verwendeten Minette zu transportieren als umgekehrt, kaufte man in Lothringen Minettegruben und produzierte das Roheisen vor Ort. In Redingen wurde 1861 ein erster Hochofen gebaut. Es folgten 1881 und 1887 zwei weitere. Der Koks kam von der Ruhr.

### Panzerplatten
Die deutsche Marine war für die Panzerung ihrer Schiffe von Lieferungen aus England abhängig. Dies waren gute Startbedingungen für den Aufbau der Panzerplattenproduktion. Das dafür gebaute Walzgerüst hatte Walzen von 1 m Durchmesser und eine Ballenbreite von 3500 mm. Der Antrieb leistete 3000 PS. Die für die kaiserliche Marine gelieferten Platten hatten eine Länge von 6 m, einer Breite von 1,5 m und ein Gewicht von 12 t. Die Platten wurden zunächst aus Schweißeisen hergestellt, das im Puddelverfahren gewonnen wurde. Nach erfolgreichen Beschussversuchen auf dem Schießplatz in Kummersdorf wurde die Massenproduktion aufgenommen. Durch die Entwicklung von plattierten Blechen mit Siemens-Martin-Stahl ließ sich die Panzerwirkung verbessern. Das erforderte jedoch den Bau eines entsprechenden Siemens-Martin-Stahlwerks, des ersten seiner Art an der Saar. Der damit erzeugte Stahl hatte einen Kohlenstoffgehalt von 0,58 % bis 0,78 %, einen Mangangehalt unter einem Prozent und einen Phosphorgehalt unter 0,1 %. Der Verbund bestand aus Walzeisen und Siemens-Martin-Stahl. Dazwischen goss man aus Abfällen von Flusseisen und Spiegeleisen gewonnenen Stahl. Abschließend wurde der Verbund warmgewalzt. H. Reusch entwickelt auch eine variable senkrecht stehende Kokille, in der der flüssige Stahl nicht zwischen zwei Platten, sondern einseitig auf eine Stahlplatte gegossen wurde.

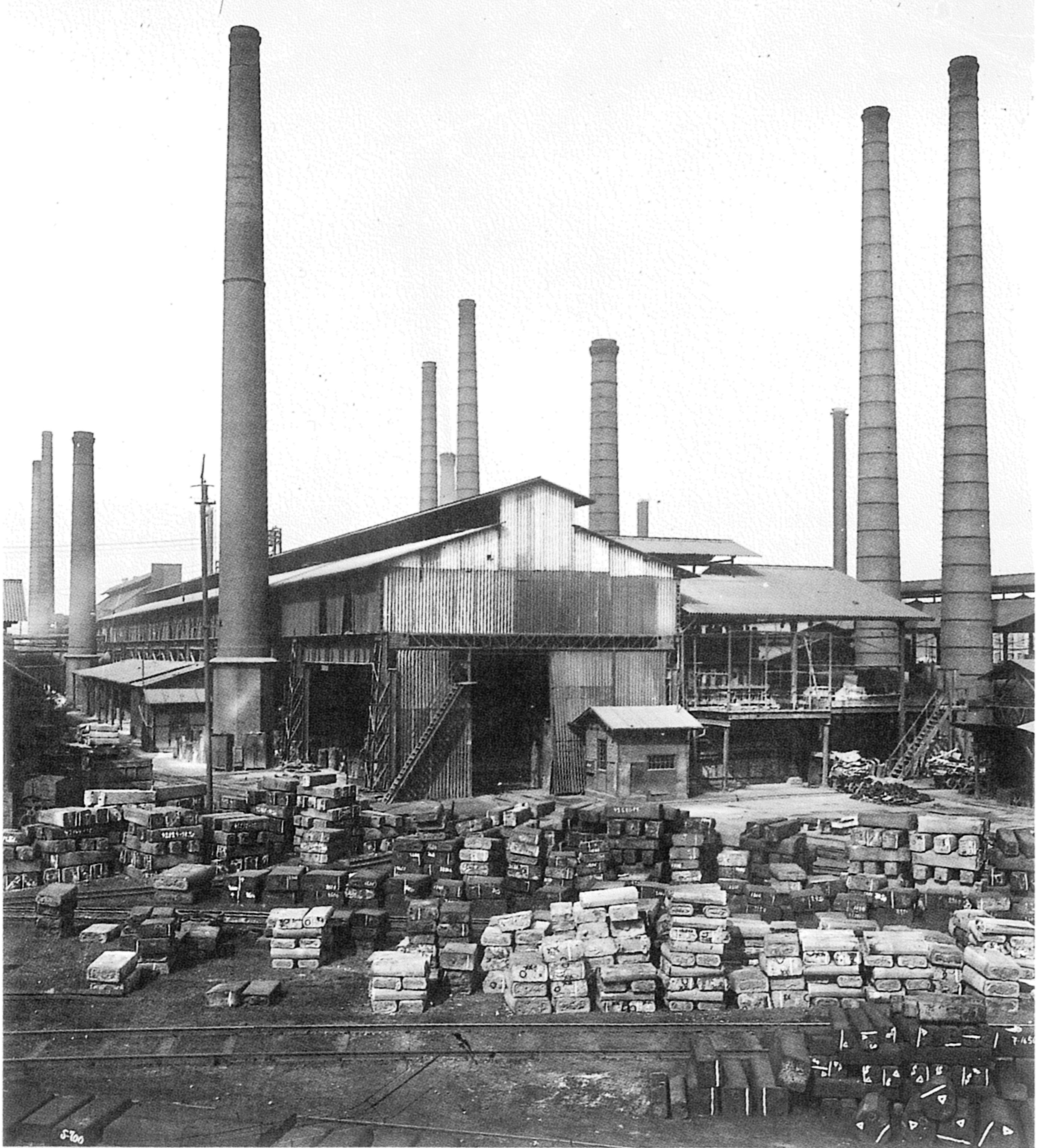
Siemens-Martin-Werk um 1900
Ting-Yuen
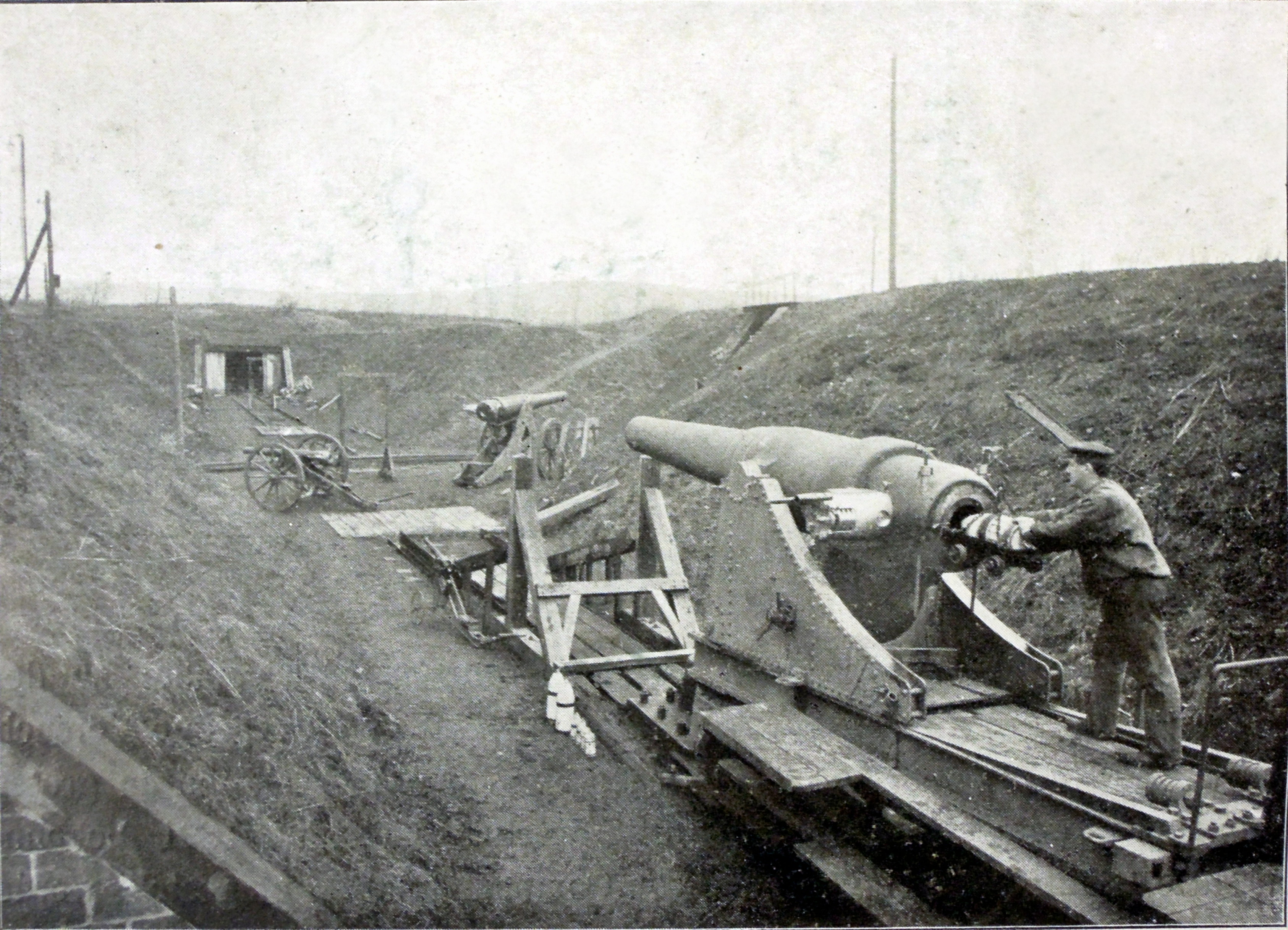
Alter Schießplatz
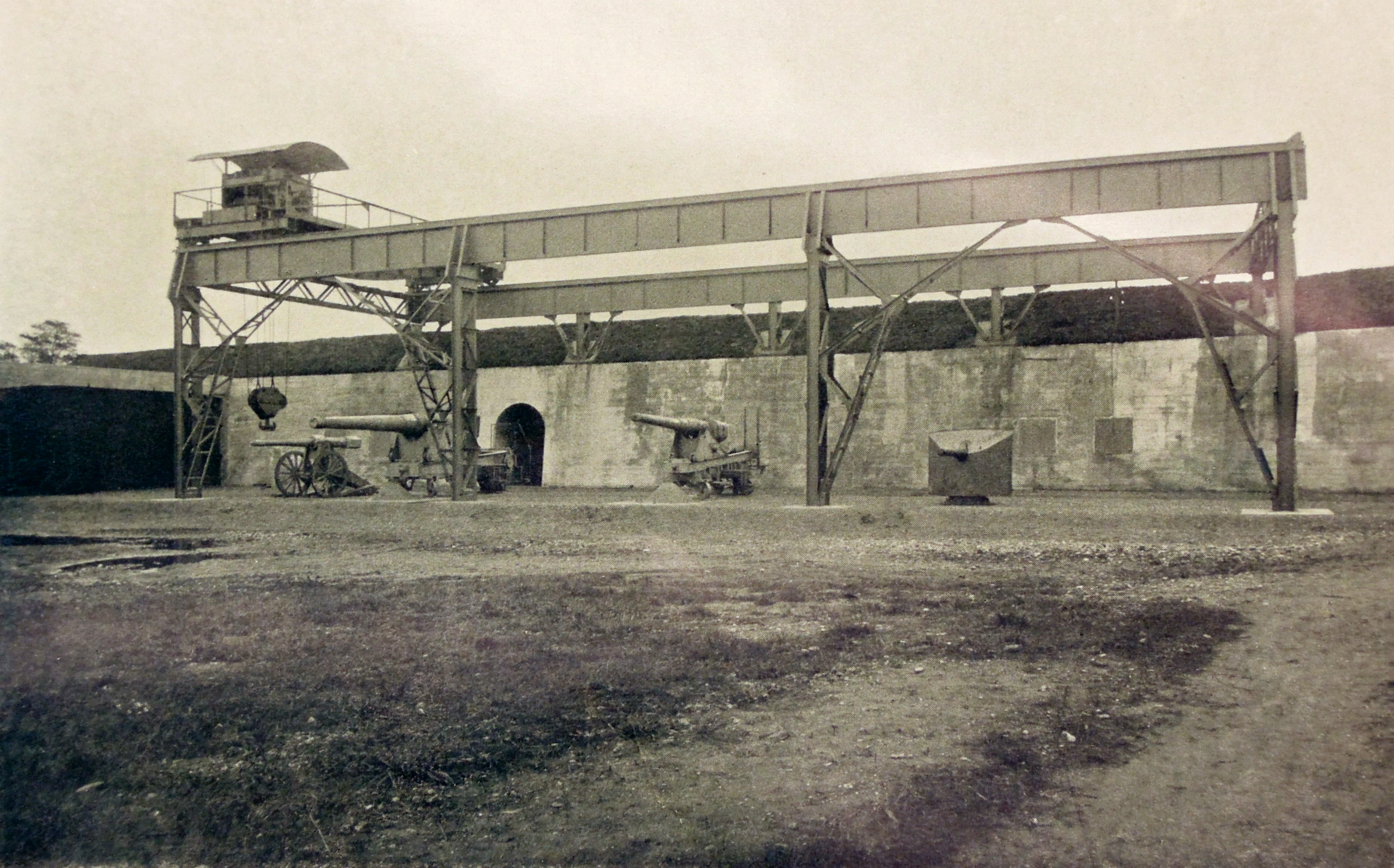
Neuer Schießplatz auf dem Werksgelände
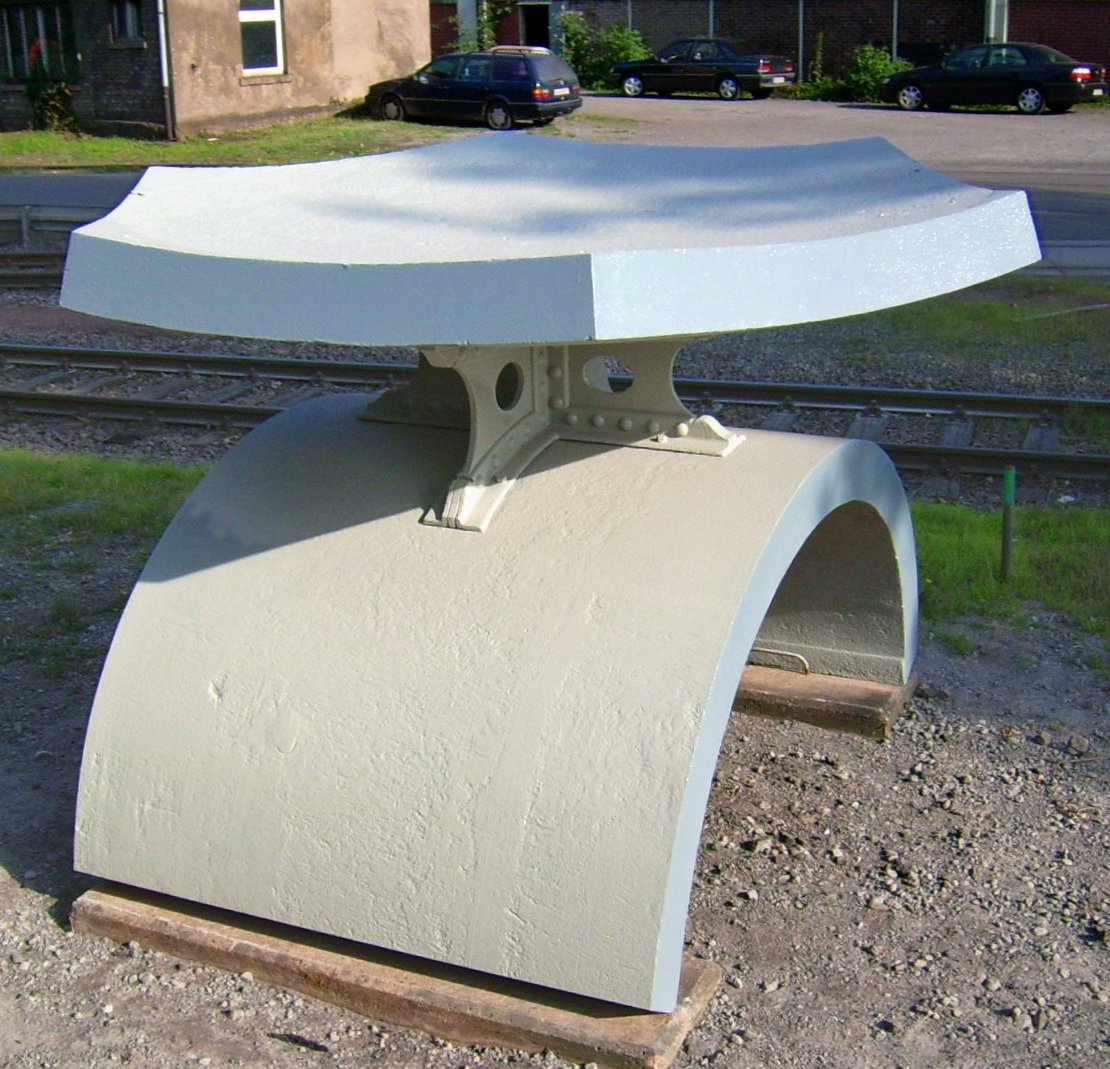
200 mm dicke Panzerplatten (Weltausstellung, Ende des 19. Jahrhunderts)

Vor den ersten deutschen Schiffen wurden die beim Stettiner Vulcan gebauten chinesischen Schlachtschiffe Dingyuan und Zhenyuan sowie der kleine Panzerkreuzer Jingyuan mit Dillinger Platten gepanzert. Die Dingyuan und Zhenyuan kamen 1894 in der Seeschlacht von Yalu im Ersten Japanisch-Chinesischen Krieg zum Einsatz. Deren Nachbauten liegen in Weihai. Als Nächstes wurde die Bremer Werft AG Weser für den Bau der Kanonenboote Brummer und Bremse der Brummer-Klasse mit Panzerplatten beliefert.

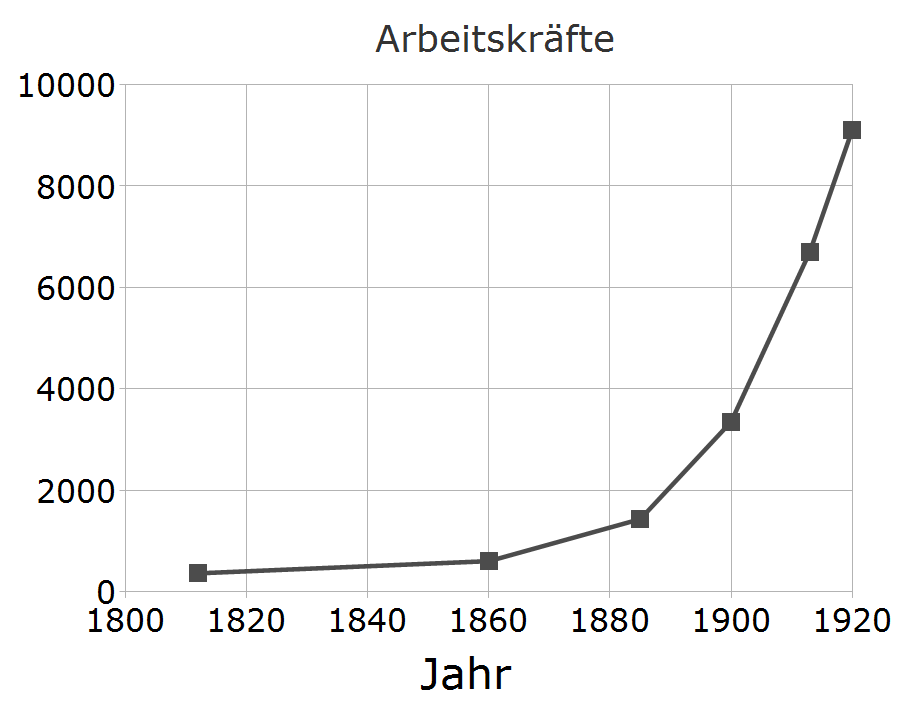
Entwicklung der Arbeitskräfte

Der Zeitgeist jener Jahre und die überregionale Wahrnehmung des Dillinger Werks wird durch den Beitrag „Ein Triumph deutscher Kriegs-Industrie“ in der Gartenlaube ersichtlich.

„… Wohin soll das noch führen? Lieb Vaterland, magst ruhig sein; Krupp, Gruson, Dillingen, sie halten Wacht zu Drei’n! Ein Hoch der deutschen Industrie, welche nächst der bewährten Heeresleitung es ebenfalls verstanden hat, den Respect vor der deutschen Armee, dem deutschen Volke in Wehr und Waffen, nach außen hin zu fördern! …“

1895 wurde die Lieferung einer von der Werkzeugmaschinenfabrik L. W. Breuer, Schumacher hergestellten Schmiedepresse angekündigt: „Es wird dies die mächtigste Schmiedepresse auf dem Festlande sein.“ Mit einer Kraft von 10.000 t diente sie zum Schmieden der Panzerplatten.

## 20. Jahrhundert

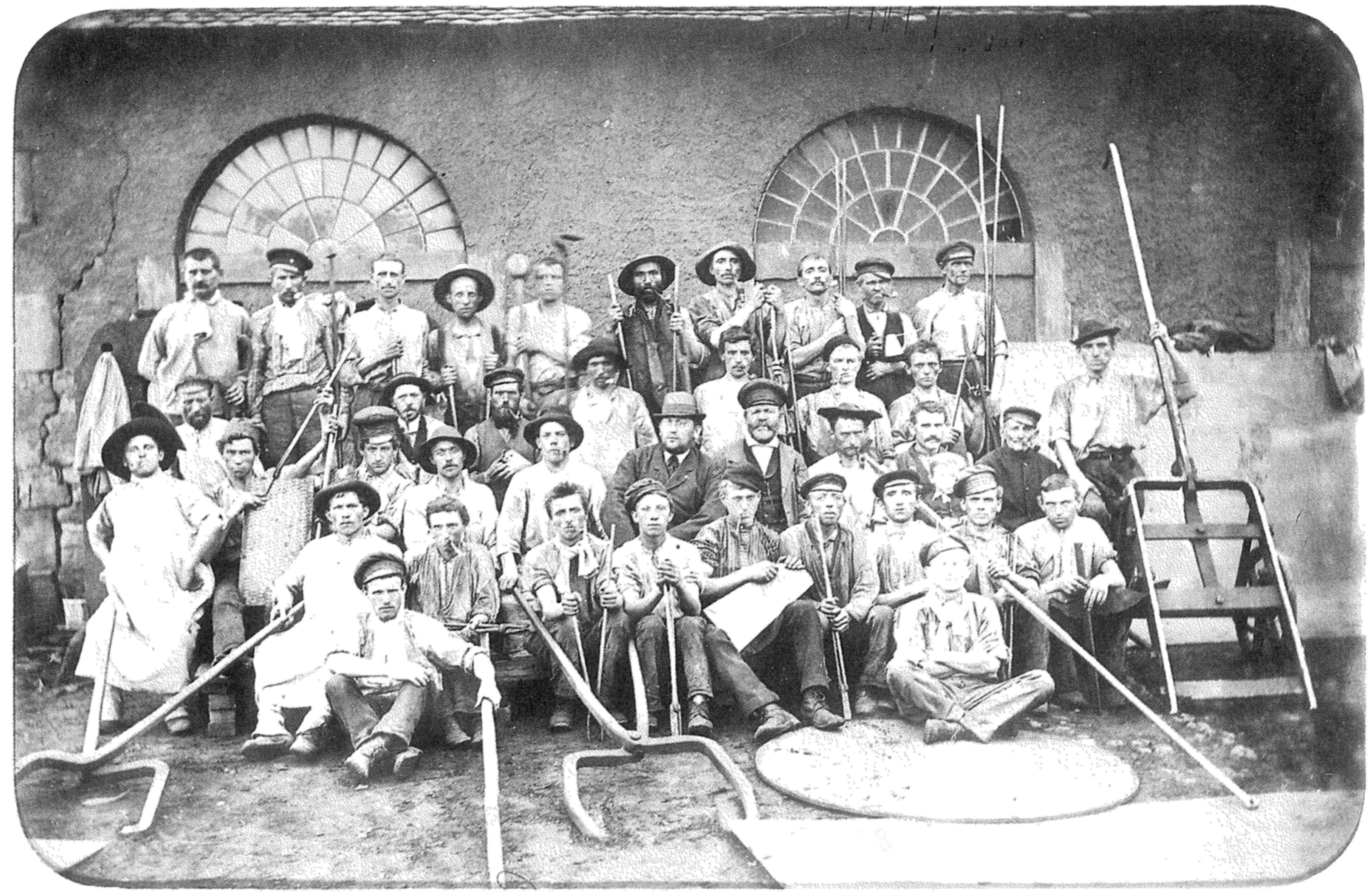
Walzer um 1900

Mit dem exponentiellen Wachstum der Anzahl der Beschäftigten wuchs die Produktion entsprechend. Mit 200.000 t pro Jahr hatte sich die Stahlproduktion seit Ende des 19. Jahrhunderts etwa verzehnfacht. Mit der ebenfalls Panzerplatten produzierenden Friedrich Krupp AG entwickelte man gemeinsam einseitig gehärtete Nickelstahlplatten. Die Produktionsmengen teilte man sich. Dieser Ausbau der Panzerplattenproduktion erforderte den Bau einer mit Dampf betriebenen hydraulischen Presse mit einer Presskraft von 10.000 t. Die Dampfmaschine leistete 10.000 PS. Der 1904 auf dem Werksgelände gebaute Schießstand wurde mit großkalibrigen Geschützen ausgestattet. Etwa die Hälfte der Produktion bestand aus Panzerplatten; der Rest aus Feinblech und Eisenbahnschienen.
Mit dem Bau des ersten europäischen elektrisch betriebenen Feinblechwalzwerks begann 1902 die Konzentration auf Feinblech. Dieses konnte verbleit, verzinkt oder verzinnt werden. Auch Dynamoblech wurde produziert. Während der Produktion wurde die Blechdicke durch Falten verdoppelt und in mehreren Lagen übereinandergewalzt. Um möglichst dünne Endprodukte zu erzielen, wurden bis zu 16 Lagen verwendet. Das gleiche Verfahren wird bei der Herstellung von Aluminiumfolie angewendet.
Neben der mittlerweile möglichen Nutzung von Kokereigas war auch die Verwendung von Hochofengas als Energiequelle möglich. Dies und die logistische Entkopplung von Roheisenproduktion und Weiterverarbeitung des Roheisens im Stahlwerk durch die Erfindung des Roheisenmischers waren Anlass zum erneuten Bau von Hochöfen.

### Erster Weltkrieg
Mit Kriegsbeginn wurden 1914 auch Panzerplatten für das Heer produziert. Dazu kam die Munitionsfabrikation. Die Granaten wurden jenseits der Straße nach Saarlouis gedreht. Durch die Umstände des Krieges kam es zu Störungen der Rohstoffversorgung, da das Militär Transportkapazitäten requirierte. Zu diesen indirekten kriegsbedingten Beeinträchtigungen kamen auch direkte in Form von Fliegerangriffen. Infolge des Mangels wurde die Wiederaufnahme der Erzförderung in der Grube Düppenweiler versucht. Wegen des geringen Ertrages wurde der Betrieb dann wieder eingestellt. Zur Erreichung der Produktionsziele wurde die Anzahl der Arbeitskräfte bis auf 9000 gesteigert. Deren Zusammensetzung aus Frauen und Hilfsarbeitern beeinträchtigte jedoch die Produktivität.

### Staatsbesuch 1987
Während des Besuchs Erich Honeckers in der Bundesrepublik Deutschland 1987 nahm Honecker am 10. September 1987 in der Dillinger Hütte an einem Essen mit Ministerpräsident Lafontaine sowie Vertretern der Wirtschaft und Politik aus dem Saarland teil. In einem Gebäude der Dillinger Hütte übernachtete Honecker auch, ehe er am nächsten Tag um 11 Uhr morgens nach München flog.